# خوسيه غريغوريو غوميز
خوسيه غريغوريو غوميز (بالإسبانية: José Gregorio Gómez)‏ هو لاعب كرة قدم فنزويلي في مركز حراسة المرمى، ولد في 27 ديسمبر 1963 في El Pao, Cojedes ‏ في فنزويلا. لعب مع مينيروس دو غويانا.